# Maciej Bielicki
Maciej Bielicki (ur. 18 września 1906 w Warszawie, zm. 27 listopada 1988 tamże) – polski astronom, doktor habilitowany, wieloletni współpracownik Briana Marsdena. Docent Obserwatorium Astronomicznego Uniwersytetu Warszawskiego, wychowawca wielu pokoleń studentów astronomii. Specjalizował się w obliczaniu orbit komet, meteorów i sztucznych satelitów Ziemi. Współtwórca Katalogu orbit komet jednopojawieniowych. Członek Polskiego Towarzystwa Miłośników Astronomii od 1922 roku. Przez wiele lat aktywnie wspierał PTMA i popularyzował astronomię.

## Życiorys
Syn Stefana i Heleny Zofii z Kuczyńskich. Ukończył Państwowe Gimnazjum im. Stanisława Staszica (1926) i Uniwersytet Warszawski. Już w czasie studiów został asystentem na Uniwersytecie Warszawskim. Wspólnie z Michałem Kamieńskim przed II wojną światową badał teorię ruchu komety 14P/Wolf. W 1935 brał udział w poszukiwaniach meteorytu Łowicz. Doktoryzował się w roku 1956 na UW (promotorem był Włodzimierz Zonn). W październiku kolejnego roku zorganizował stację obserwacji wizualnych sztucznych satelitów i sam wykonał tysiące obserwacji. Habilitował się w roku 1966 na UW, a dekadę później przeszedł na emeryturę. Później związany z Wyższą Szkołą Pedagogiczną w Olsztynie oraz Zakładem Mechaniki Nieba Centrum Badań Kosmicznych PAN.
W 1979 roku z inicjatywy Polskiego Towarzystwa Miłośników Astronomii został odznaczony Krzyżem Kawalerskim Orderu Odrodzenia Polski.
Zmarł w Warszawie, pochowany na cmentarzu komunalnym Północnym (kwatera W-III-16-3-7).